# Juren, Guizhou
Juren är ett stadsdelsdistrikt i sydvästra Kina. Det ligger i Nayong härad i staden Bijie i provinsen Guizhou, omkring 120 kilometer väster om provinshuvudstaden Guiyang. Juren bildades den 9 maj 2013 genom en ombildning av Wangjiazhai köping (王家寨). År 2019 överfördes delar av distriktet till de nybildade stadsdelsdistrikten Xuānwèi Jiēdào, Lìyuán Jiēdào och Gǒngtóng Jiēdào.
Antalet invånare vid folkräkningen 2010 i dåvarande Wangjiazhai köping var 23930. Befolkningen bestod av 11 693 kvinnor och 12 237 män. Barn under 15 år utgör 31 %, vuxna 15-64 år 58 %, och äldre över 65 år 10,0 %.